# Charlotte Wessels
Johanna Charlotte Wessels, född 13 maj 1987 i Zwolle, är en nederländsk sångare och låtskrivare. Hon är känd för att ha varit sångare i symphonic metal-bandet Delain. År 2020 inledde hon en solokarriär.